# Dansk Melodi Grand Prix 2015
La quarantacinquesima edizione del Dansk Melodi Grand Prix si è tenuta il 7 febbraio 2015 presso il Gigantium di Aalborg, ed ha selezionato il rappresentante della Danimarca all'Eurovision Song Contest 2015 di Vienna.
I vincitori sono stati gli Anti Social Media con The Way You Are.

## Organizzazione
Danmarks Radio (DR) ha confermato la partecipazione della Danimarca all'Eurovision Song Contest 2015 di Vienna il 22 maggio 2014, quasi due settimane dopo la fine della precedente edizione, ospitata da Copenaghen, annunciando inoltre il mantenimento del Dansk Melodi Grand Prix come metodo di selezione nazionale.
L'edizione ha visto svariati cambiamenti rispetto alle edizioni passate: prima differenza è stata la sostituzione del tradizionale logo, composto da tre stelle, con un "corpo tondeggiante che emana onde sonore", mentre di particolare rilevanza è il cambiamento nel sistema di voto con la reistituzione di cinque giurie regionali e la soppressione del secondo round di voto. Lo slogan introdotto è stato Drømmen lever (dal danese: Il sogno vive).
Il 4 luglio 2014 l'emittente ha rivelato che la 45ª edizione sarebbe stata ospitata per la 5ª volta dal Gigantium della città di Aalborg, nello Jutland Settentrionale, e che si sarebbe tenuta il 7 febbraio 2015. Il 9 settembre invece l'emittente ha annunciato di aver ricevuto 687 canzoni, segnando un calo rispetto alle oltre 800 dell'anno precedente.
Il 28 novembre 2014 sono stati annunciati i due presentatori dell'evento: Esben Bjerre Hansen e Jacob Riising, già presentatore della scorsa edizione.

### Giurie
Le giurie, suddivise in base alle 5 regioni della Danimarca, sono state composte da tre membri e presiedute da un rappresentante del paese all'Eurovision Song Contest:
- Danimarca Meridionale (Hotel Torvehallerne, Vejle):
  - Jakob Sveistrup (rappresentante della Danimarca all'Eurovision Song Contest 2005);
  - Trine Gadeberg, cantante;
  - Maria Theessink, direttrice artistica del Tønder Festival;
- Hovedstaden (Pumpehuset, Copenaghen):
  - Søren Poppe, cantante (rappresentante della Danimarca all'Eurovision Song Contest 2001 con i Rollo & King);
  - Pelle Peter Jensen, conduttore radiofonico;
  - Anna David, cantante;
- Jutland Centrale (Gbar Club, Aarhus):
  - Trine Jepsen, cantante (rappresentante della Danimarca all'Eurovision Song Contest 1999 con Michael Teschl);
  - Claus Visbye, manager del Skanderborg Festival;
  - Jette Torp, cantante;
- Jutland Settentrionale (Gigantium, Aalborg):
  - Lotte Feder, cantante (rappresentante della Danimarca all'Eurovision Song Contest 1992 con Kenny Lübcke);
  - Jan H. Jensen, direttore musicale di radio ANR;
  - Henrik Milling, conduttore radiofonico;
- Selandia (Glød Nightclub, Næstved):
  - Tim Schou, cantante (rappresentante della Danimarca all'Eurovision Song Contest 2011 con gli A Friend in London);
  - Maria Montell, cantante;
  - Lars Trillingsgaard, direttore musicale di DR P3.

## Partecipanti
La lista dei partecipanti, rivelati dall'emittente il 26 gennaio 2015, in ordine alfabetico:
| Artista                | Brano              | Lingua            | Traduzione                     | Compositori |
| ---------------------- | ------------------ | ----------------- | ------------------------------ | --- |
| Andy Roda              | Love Is Love       | Inglese           | Amore è amore                  | Andy Roda e Maria Hamer-Jensen                                                                                           |
| Anne Gadegaard         | Suitcase           | Inglese           | Valigia                        | Micky Skeel e Magnus Funemyr                                                                                             |
| Anti Social Media      | The Way You Are    | Inglese           | Come sei                       | Remee Jackman e Chief 1                                                                                                  |
| Babou                  | Manjana            | Danese            | Prendila con calma             | Thomas Sardorf, Karen Rosenberg, Lasse Lindorff, Daniel Rothmann, Johannes Loeffler, Matthias Zürkler e Nicolas Rebscher |
| Cecilie Alexandra      | Hotel A            | Inglese           | -                              | Marcos Ubeda, Bobby Ljunggren e Kristian Lagerström                                                                      |
| Julie Bjerre           | Tæt på mine drømme | Danese            | Vicino ai miei sogni           | Lise Cabble, Maria Danielle Andersen e Jakob Schack Glæsner                                                              |
| Marcel & Soulman Group | Når veje krydses   | Danese            | Quando le strade si incontrano | Marcel Mark Gbekle, Jeanette Christiansen e Bjarne List Nissen                                                           |
| Sara Sukurani          | Love Me Love Me    | Inglese           | Amami amami                    | Alexander Papacostantinou, Arash Labaf, Sara Sukurani e Robert Uhlmann                                                   |
| Tina & René            | Mi amore           | Inglese, spagnolo | Mio amore                      | Thomas G:son e Henrik Sethsson                                                                                           |
| World of Girls         | Summer Without You | Inglese           | Estate senza di te             | Daniel Calvin Østergaard, Rune Braager e Martin Fliegenschmidt                                                           |

## Finale
La finale si è tenuta il 7 febbraio 2015 presso il Gigantium di Aalborg ed è stata trasmessa da DR e via web su www.dr.dk.
| #  | Artista                | Brano              | Punteggio | Punteggio | Punteggio | Posizione |
| #  | Artista                | Brano              | Giuria    | Televoto  | Totale    | Posizione |
| -- | ---------------------- | ------------------ | --------- | --------- | --------- | --------- |
| 1  | Sara Sukurani          | Love Me Love Me    | 13        | 8         | 21        | 10        |
| 2  | Tina & René            | Mi amore           | 20        | 24        | 44        | 7         |
| 3  | Marcel & Soulman Group | Når veje krydses   | 26        | 18        | 44        | 8         |
| 4  | Cecilie Alexandra      | Hotel A            | 40        | 18        | 58        | 4         |
| 5  | Andy Roda              | Love Is Love       | 17        | 8         | 25        | 9         |
| 6  | Julie Bjerre           | Tæt på mine drømme | 34        | 38        | 72        | 3         |
| 7  | Anti Social Media      | The Way You Are    | 56        | 48        | 104       | 1         |
| 8  | Anne Gadegaard         | Suitcase           | 40        | 58        | 98        | 2         |
| 9  | Babou                  | Manjana            | 22        | 35        | 57        | 5         |
| 10 | World of Girls         | Summer Without You | 23        | 34        | 57        | 6         |

## All'Eurovision Song Contest

### Performance

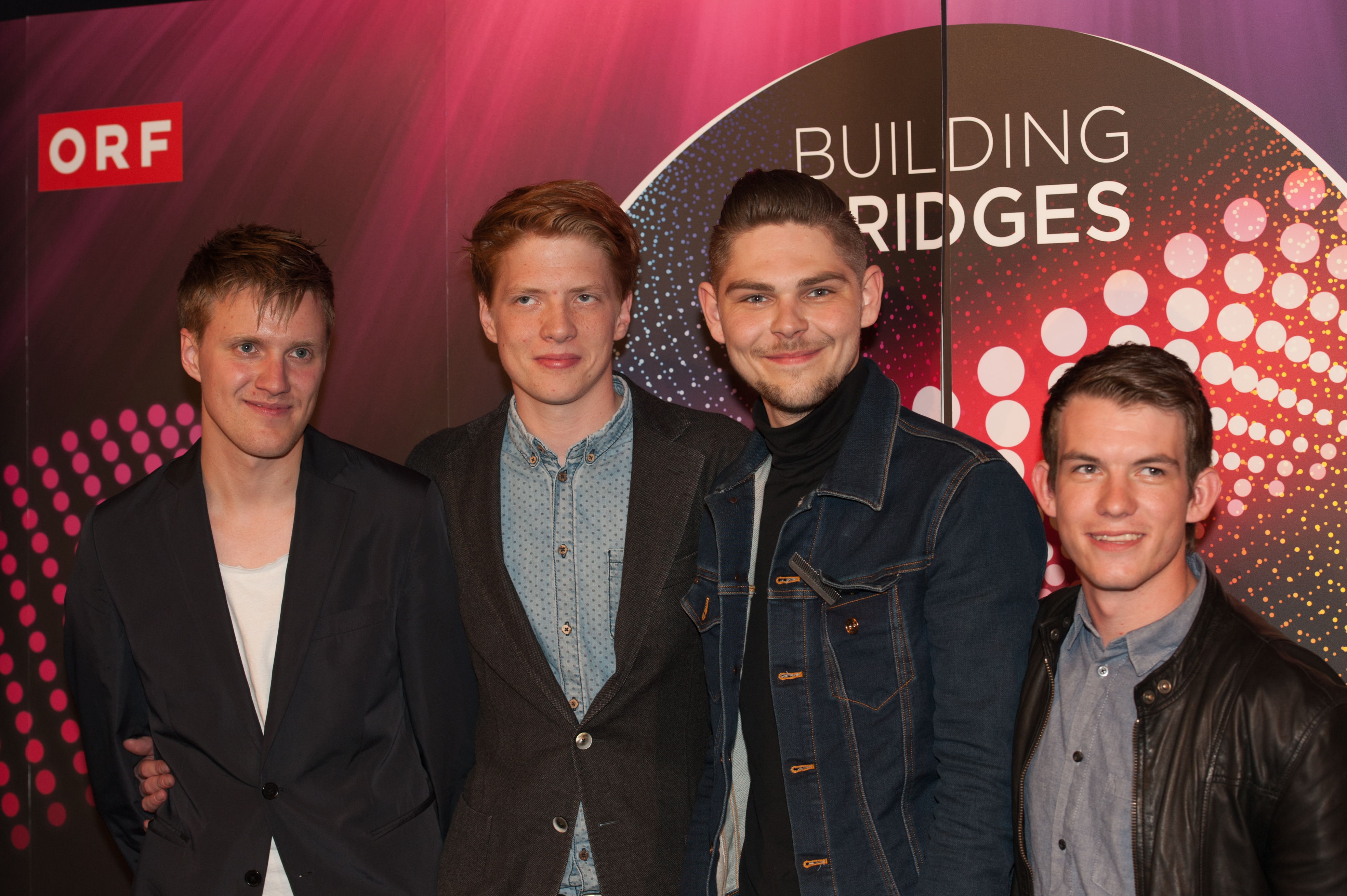
Gli Anti Social Media durante la conferenza stampa

La Danimarca si è esibita 13ª nella prima semifinale, piazzandosi 13ª con 33 punti senza avanzare verso la finale.

### Trasmissione dell'evento e commentatori
L'intero evento è stato trasmesso su DR1 con il commento di Ole Tøpholm e su DR Ramasjang nella lingua dei segni.

### Voto

#### Giuria e portavoce
La giuria danese per l'Eurovision Song Contest 2015 è stata composta da:
- Søren Poppe, cantautrice e presidente di giuria (rappresentante della Danimarca all'Eurovision Song Contest 2001 con i Rollo & King);
- Micky Skeel, paroliere (membro solo per la semifinale);
- Jonas Schrøder, produttore musicale e paroliere (membro solo per la finale);
- Anna David, cantante;
- Lotte Feder, cantante (rappresentante della Danimarca all'Eurovision Song Contest 1992 con Kenny Lübcke);
- Tamra Rosanes, cantautrice.

Il portavoce dei voti della giuria in finale è stato Basim (rappresentante della Danimarca all'Eurovision Song Contest 2014).

#### Punti assegnati alla Danimarca
| 12        | 10          | 8             | 7                    | 6                                                |
| --------- | ----------- | ------------- | -------------------- | ------------------------------------------------ |
|           |             |               | - Estonia - Ungheria |                                                  |
| 5         | 4           | 3             | 2                    | 1                                                |
| - Romania | - Australia | - Paesi Bassi | - Armenia            | - Austria - Belgio - Finlandia - Grecia - Spagna |

#### Punti assegnati dalla Danimarca
| Punti | Paese       |
| ----- | ----------- |
| 12    | Belgio      |
| 10    | Russia      |
| 8     | Estonia     |
| 7     | Paesi Bassi |
| 6     | Romania     |
| 5     | Georgia     |
| 4     | Ungheria    |
| 3     | Bielorussia |
| 2     | Finlandia   |
| 1     | Serbia      |

| Punti | Paese     |
| ----- | --------- |
| 12    | Svezia    |
| 10    | Russia    |
| 8     | Australia |
| 7     | Belgio    |
| 6     | Estonia   |
| 5     | Italia    |
| 4     | Lettonia  |
| 3     | Norvegia  |
| 2     | Romania   |
| 1     | Lituania  |